# Karel Doorman
Karel Willem Frederik Marie Doorman (né le 23 avril 1889 et mort le 28 février 1942) est un contre-amiral néerlandais. Il a notamment commandé la composante maritime de l'ABDACOM, une force navale internationale formée à la va-vite afin de défendre les Indes orientales lors de l'invasion japonaise ; il périt aux commandes de son escadre lors de la bataille de la mer de Java.

## Biographie

### Débuts de carrière
Karel Doorman est né à Utrecht. Il a été élevé dans la religion catholique. Il est issu d'une famille de soldats professionnels.
En 1906, lui et son frère Lou ACM Doorman sont incorporés comme midshipmans. En 1910, il est promu au grade d'officier. L'année suivante il est affecté à bord du croiseur Maarten Harpertszoon Tromp dans les Indes néerlandaises. Pendant les trois premières années de service, de janvier 1912 à décembre 1913, il est affecté à bord des navires patrouilleurs HNLMS van Doorn et HNLMS Lombok avec comme premier objectif la cartographie des eaux côtières de Nouvelle-Guinée. Tôt en 1914, il revient en Hollande à bord du croiseur HNLMS De Ruyter. En mars 1914, il fait une demande pour entrer dans l'aéronavale hollandaise.
À partir d'avril 1914, il est placé à bord du HNLMS Noord-Brabant et juste avant que la Première Guerre mondiale n'éclate, il part avec ce bateau en mission en Albanie pour ramener les restes mortels du Major Lodewijk Thomson (nl) qui fut tué en action là bas. Sa demande d'entrée dans l'Aéronavale fut acceptée à l'été 1915, après des tests rigoureux et il devint le premier officier de marine à recevoir son brevet de pilote et ses "ailes".
De 1915 à 1918, il sera affecté au service de l'Aéronavale de Soestberg sous le commandement du capitaine (plus tard major) du Génie H. Walaardt. Là, il rencontre Albert Plesman, qui, au début, était un observateur formé plus tard comme pilote militaire. En 1915, il est breveté pilote civil et en 1916 il reçoit le brevet de pilote de l'aéronavale. À partir de 1917 jusqu'en 1921 il est instructeur, d'abord à la base aérienne de Soesterberg et à partir d'octobre 1918 à la base aéronavale De Koy au Helder. Il commande cette base aéronavale de 1919 à 1921. À cause de ses compétences d'organisateur de la jeune Aviation navale hollandaise, il est fait chevalier de l'ordre d'Orange-Nassau en 1922.
À partir de 1919 jusqu'en 1934, il est marié avec Justine A.D. Schermer. En 1928 nait son fils Joop. Il devient professeur de philosophie. Il aura deux autres enfants. Après un divorce, il épousera Isabella J.J.J. Heyligers en 1934. Elle lui donnera un enfant.
Des coupes budgétaires et une blessure au bras auront pour cause l'arrêt de la carrière active de pilote. De novembre 1921 à novembre 1923, il suit les cours de l'Institut Royal de la Marine à La Haye, essentielle pour une carrière d'officier de marine, particulièrement comme officier. Après avoir terminé avec succès sa formation, dans laquelle, entre autres matières, il avait étudié la communication entre avions et vaisseaux, il est affecté au département de la Marine à Batavia en décembre 1923.

### Suite de carrière et commandements

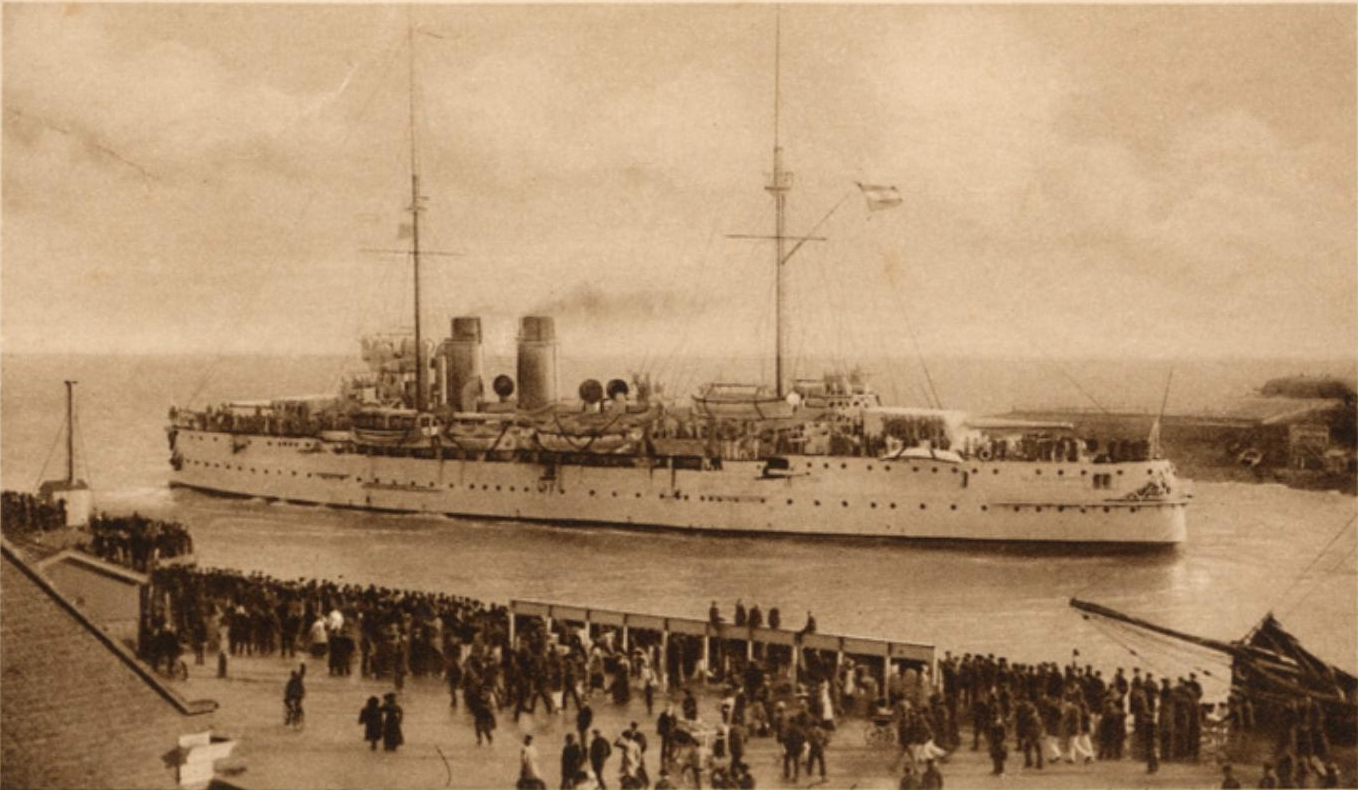
Le cuirassé De Zeven Provinciën appareillant du port du Helder

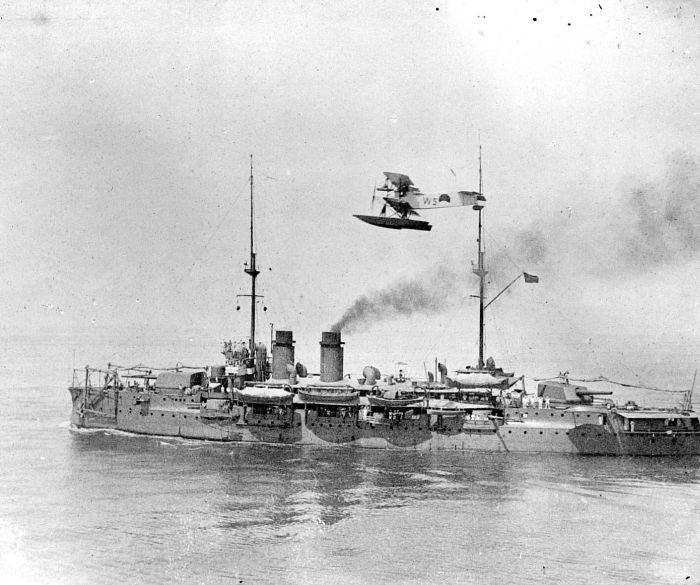
Le cuirassé De Zeven Provinciën survolé par un hydravion Van Berkel W-A.

En 1926, pour la première fois en 11 ans, Doorman reçoit une longue affectation à bord d'un vaisseau de guerre, un cuirassé HNLMS De Zeven Provinciën. Jusqu'à la fin 1927 il est officier canonnier, plus tard il combinera avec les fonctions de commandant en second. Au début de 1928, il revient aux Pays-Bas où il est employé au Ministère de la marine à La Haye. Il est responsable en chef de l'achat d'équipements pour l'Aéronavale. En 1928 vient son premier commandement d'un navire, le poseur de mines HNLMS Prins van Oranje. Sur ce navire, il voguera pour la 3e fois dans la même année vers les Indes orientales néerlandaises. En 1932, son commandement est modifié pour les destroyers, d'abord le HNLMS Witte de With et à la fin de 1932 le HNLMS Evertsen. Le dernier navire entra en action contre les mutins du De Zeven Provinciën en février 1933.
En janvier 1934 Doorman revient aux Pays-Bas avec l'Evertsen. Une période de trois ans suit, il est chef d'État Major du commandement naval de base navale du Helder. En 1936 Doorman envoya une demande au Secrétariat de la Défense pour commander un croiseur aux Indes orientales néerlandaises. Le résultat fut son départ en 1937 comme capitaine pour les Indes orientales néerlandaises, commandant les croiseurs HNLMS Sumatra et HNLMS Java. En août 1938 il fut nommé commandant de l'Aéronavale des Indes orientales néerlandaises. De son quartier général de la base aéronavale de Morokrembangan, il entama une tournée d'inspection de l'archipel.

### Seconde Guerre mondiale
Le 16 mai 1940, il est promu contre-amiral et le 13 juin 1940, à bord du croiseur léger HNLMS De Ruyter, il prend le commandement de l'escadre du contre-amiral GW STöwe à Surabaya. Au début 1942 il commande la Force Combinée d'Attaque ABDACOM, Commandement Amérique Grande-Bretagne Pays-Bas Australie.
Doorman meurt en opération le 27 février 1942, quand son navire le De Ruyter est coulé dans la bataille de la Mer de Java. Une partie de l'équipage est sauvée mais Doorman, suivant en cela la vieille tradition navale, choisit de couler avec son navire. Le 5 juin il est fait, à titre posthume chevalier de 3e classe de l'ordre militaire de Guillaume. La médaille est remise au fils aîné du contre-amiral le 23 mai 1947 par le vice-amiral Conrad Emil Lambert Helfrich, à bord du HNLMS Karel Doorman, en présence du Prince Bernhard.

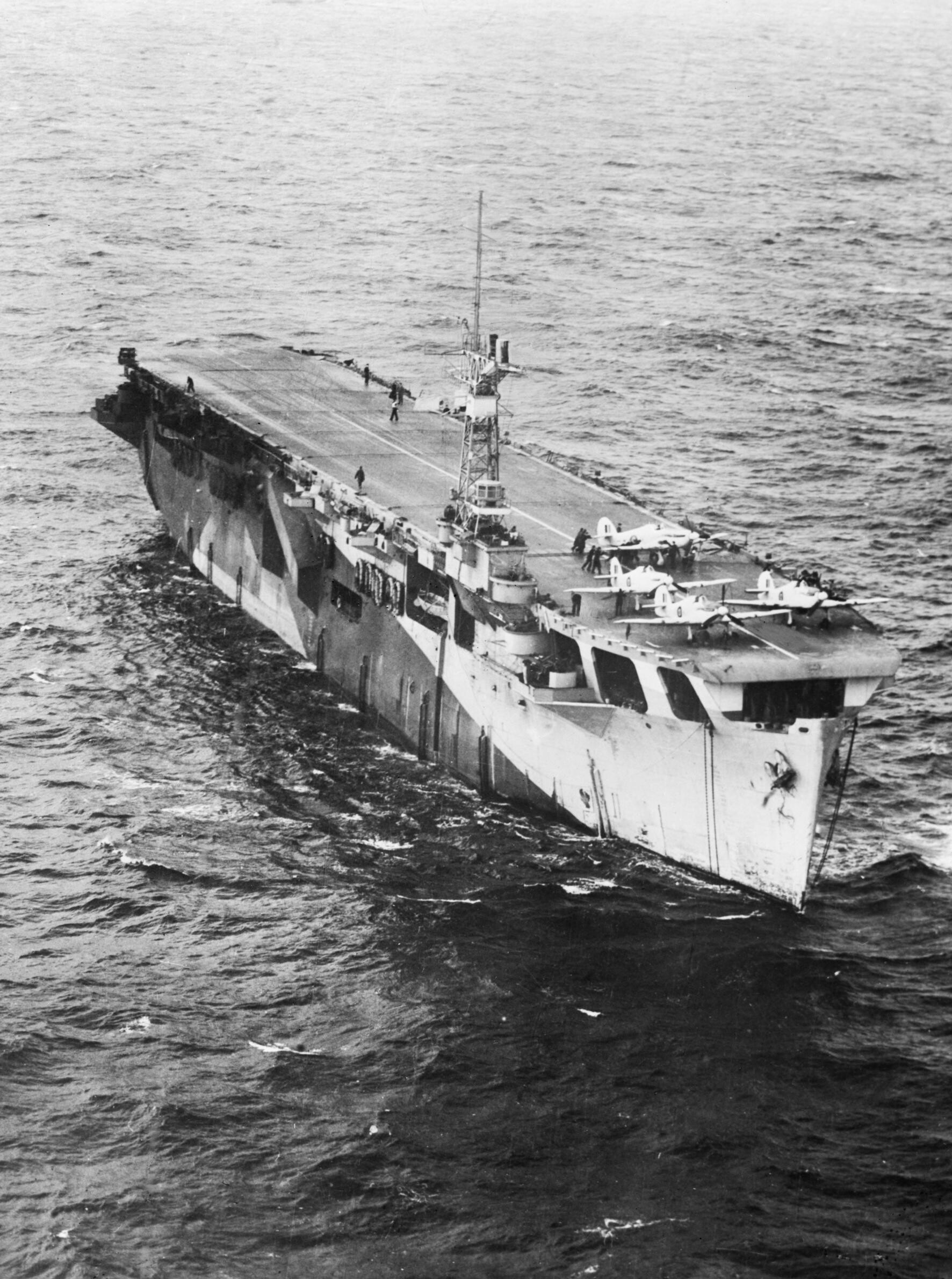
Le HMS Nairana devenu le porte-avions Karel Doorman.

Entre 1946 et 2006, la Marine royale néerlandaise a nommé trois navires Karel Doorman, y compris un porte-avion précédemment britannique, le plus important navire que cette marine ait jamais commissionné.

### J'attaque, suivez-moi

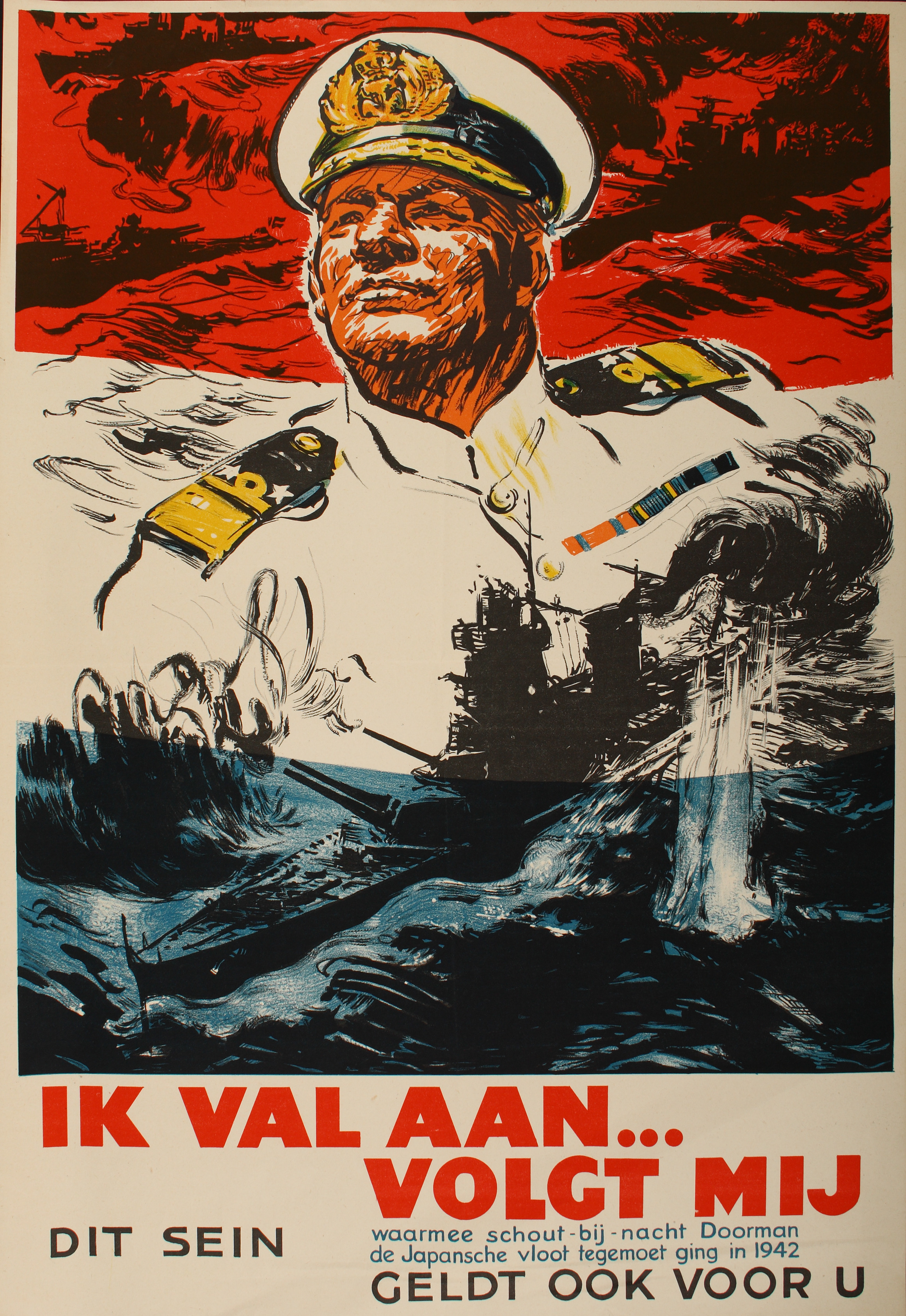
Affiche de propagande néerlandaise de 1945.

Le dernier message transmis par Karel Doorman aurait été Ik val aan, volgt mij, soit « J'attaque, suivez-moi ». Cette phrase est devenue un cri de ralliement néerlandais pendant tout le reste de la Seconde Guerre mondiale. Si cette histoire est restée la version officielle des faits jusque dans les années 1960, une explication différente est désormais donnée. Le manque de communication était prégnant chez les Alliés, et le bateau amiral répétait le signal « suivez-moi », en appliquant la tactique de la ligne de bataille, la seule qu'il était en mesure de mener à bien. La phrase a été rapportée en anglais, donc traduite et expliquée, par des survivants brûlant du désir de retourner se battre. Elle n'est imprimée dans les journaux de la résistance que plus d'un mois après la bataille, traduite de l'anglais vers le néerlandais.

## Honneurs et décorations
- Chevalier de l'ordre du Lion néerlandais (1941)
- Ordre militaire de Guillaume (1942)
- Ordre militaire de Virtuti Militari (1942)
- Croix du Souvenir de guerre